# Чистка: Рік виборів
«Чистка: Рік виборів» (англ. The Purge: Election Year) — науково-фантастичний бойовик жахів 2016 року, третя стрічка франшизи «Чистка».
В українському перекладі демонструється під назвою «Судна ніч 3: Рік виборів».

## Сюжет
2022 року мала Чарлі Роан проти своєї волі стає свідком вбивства батьків у ніч Чистки. Через 18 років Чарлі Роан є сенаторкою, балотується на пост президента США і обіцяє скасувати Чистку. «Нові Отці-засновники Америки» (абревіатура НОЗА (англ. NFFA)), остерігаючись поразки на виборах, приймають рішення ліквідувати Роан, для чого знімають усі обмеження на вбивства під час Чистки і домовляються з найманцями військового формування про викрадення сенаторки.
Роан планує пересидіти ніч уседозволеності в своєму домі під охороною, але частина охоронців зраджує її, і лише завдяки керівнику охорони Лео Барнсу вона залишає будинок живою. Вони вдвох намагаються знайти нове сховище, але потрапляють у полон до чистильників, від яких їх рятують Джо Діккенс, власник дрібної крамниці, і Маркос Далі, помічник Джо. За допомоги Лейні, приятельки Джо, група опиняється у підземному сховищі противників Чистки, яким керує Данте Бішоп.
На сховище планують напад солдати уряду, і Роан з Барнсом знов опиняються на вулиці, де їх підбирають Джо, Маркос і Лейні, які раніше покинули сховище. Їх машину збиває машина військових найманців, які захоплюють сенаторку і відвозять її в собор, де зібралися прихильники НОЗА, для ритуального вбивства. Барнсу разом з Джо, Маркосом, Лейні і командою Бішопа вдається врятувати Роан.
Через два місяці у новинах ведучі повідомляють про перемогу на виборах Чарлі Роан та про протести прихильників Чистки проти її заборони.

## У ролях
| Актор                | Роль        |
| -------------------- | ----------- |
| Елізабет Мітчелл     | Чарлі Роан  |
| Френк Ґрілло         | Лео Барнс   |
| Майкелті Вільямсон   | Джо Діксон  |
| Джозеф Джуліан Сорія | Маркос Далі |
| Бетті Габріель       | Лейні Ракер |
| Едвін Годж           | Данте Бішоп |